# Jaguar Mark IX
Jaguar Mark IX er en fire-dørs sedan, der blev annonceret den. 8. oktober 1958 og som blev produceret af Jaguar Cars mellem 1958 og 1961. Den var generelt sammenlignelig med Mark VIII som den erstattede, men havde en større og mere kraftfuld 3,8 L motor, 4 skivebremser og kuglestyring.
Visuelt havde de tidlige versioner identisk eksteriør med Mark VIII, udover tilføjelsen af krom badget med "Mk IX" på bagsmækken. Senere versioner havde en større baglygte og en rav-farvet sektioner med blinklyse, der visuelt minder om den mindre Jaguar Mark 2.
Den blev erstattet af den lavere og mere moderne Mark X i 1961.